# 1183
| [ Edytuj tabelę ]                |                                                                  |
| Książę Małopolski                | - 1177 Kazimierz II Sprawiedliwy 1194                            |
| Książę Wielkopolski              | - 1177 Odon Mieszkowic 1194 - 1182 Mieszko III Stary 1202        |
| Król Angkoru                     | - 1181 Dżajawarman VII 1218                                      |
| Król Anglii                      | - 1154 Henryk II 1189                                            |
| Król Aragonii i hrabia Barcelony | - 1164 Alfons II Aragoński 1196                                  |
| Książę Bawarii                   | - 1180 Otto I 1183 - 1183 Ludwik I 1231                          |
| Margrabia Brandenburgii          | - 1170 Otto I 1184                                               |
| Książę Burgundii                 | - 1162 Hugo III 1192                                             |
| Cesarz Bizancjum                 | - 1180 Aleksy II Komnen 1183 - 1183 Andronik I Komnen 1185       |
| Cesarz Chin                      | - 1162 Song Xiaozong 1189                                        |
| Książę Czech                     | - 1178 Fryderyk 1189                                             |
| Król Danii                       | - 1182 Kanut VI 1202                                             |
| Władca Egiptu                    | - 1171 Saladyn 1193                                              |
| Król Francji                     | - 1180 Filip II August 1223                                      |
| Król Gruzji                      | - 1156 Jerzy III 1184                                            |
| Hrabia Holandii                  | - 1157 Floris III 1190                                           |
| Cesarz Japonii                   | - 1180 Antoku 1185 - 1183 Go-Toba 1198                           |
| Kalif                            | - 1180 An-Nasir 1225                                             |
| Król Kastylii                    | - 1158 Alfons VIII Szlachetny 1214                               |
| Patriarcha Konstantynopola       | - 1179 Teodozjusz I Boradiota 1183 - 1183 Bazyli II Kamater 1186 |
| Władca Korei                     | - 1170 Myŏngjong 1197                                            |
| Król Leónu                       | - 1157 Ferdynand II 1188                                         |
| Kalif Maroka                     | - 1163 Abu Jusuf I 1184                                          |
| Król Nawarry                     | - 1150 Sancho VI 1194                                            |
| Król Norwegii                    | - 1161 Magnus V 1184 - 1177 Sverre Sigurdsson 1202               |
| Hrabia Palatynatu                | - 1155 Konrad Hohenstauf 1195                                    |
| Papież                           | - 1181 Lucjusz III 1185                                          |
| Król Portugalii                  | - 1139 Alfons I 1185                                             |
| Sułtan Rumu                      | - 1156 Kilidż Arslan II 1192                                     |
| Książę Rusi halickiej            | - 1153 Jarosław Ośmiomysł 1187                                   |
| Cesarz Rzymski (niemiecki)       | - 1155 Fryderyk I Barbarossa 1190                                |
| Książę Saksonii                  | - 1180 Bernard III 1212                                          |
| Król Szkocji                     | - 1165 Wilhelm I 1214                                            |
| Król Szwecji                     | - 1173 Knut Eriksson 1196                                        |
| Doża Wenecji                     | - 1178 Orio Mastropiero 1192                                     |
| Król Węgier                      | - 1172 Bela III 1196                                             |

Rok 1183 / MCLXXXIII
stulecia: XI wiek ~
XII wiek ~
XIII wiek

lata: 1173 «
1178 «
1179 «
1180 «
1181 «
1182 «
1183
» 1184
» 1185
» 1186
» 1187
» 1188
» 1193

## Wydarzenia na świecie
- 2 czerwca – wojna Gempei w Japonii: zwycięstwo rodu Minamoto nad rodem Taira w bitwie na przełęczy Kurikara.
- 25 czerwca – zawarto pokój w Konstancji między cesarzem rzymskim Fryderykiem I Barbarossą a miastami zrzeszonymi w Lidze Lombardzkiej[1].

## Urodzili się
- Jacek Odrowąż, święty, polski dominikanin (zm. 1257)

## Zmarli
- 14/15 stycznia – Racibor Bogusławowic, syn Bogusława I (ur. ok. 1153)
- 11 czerwca – Henryk Plantagenet, król Anglii i książę Normandii (ur. 1155)
- 11 lipca – Otton I Bawarski, książę Bawarii (ur. 1117)
- data dzienna nieznana:
  - Kalikst III, antypapież (ur. ?)